# Peltastisis cornuta
Peltastisis cornuta is een zachte koraalsoort uit de familie Isididae. De koraalsoort komt uit het geslacht Peltastisis. Peltastisis cornuta werd in 1910 voor het eerst wetenschappelijk beschreven door Nutting. 